# Aarne Orjatsalo
Aarne Alarik Orjatsalo (né le 13 octobre 1883 à Simo et mort le 1er janvier 1941 à New York) est un acteur, écrivain et militaire finlandais.